# Transformers: Ostatni rycerz
Transformers: Ostatni rycerz (ang. Transformers: The Last Knight) – amerykańsko-chińsko-kanadyjski film fantastycznonaukowy z 2017 roku w reżyserii Michaela Baya.
Zdjęcia do filmu powstały w Stanach Zjednoczonych, Wielkiej Brytanii, Irlandii oraz w Norwegii.
Zwiastun filmu osiągnął sto milionów odsłon, stał się również trzecim zwiastunem z największą liczbą odsłon w 2016. 
Film jednak został negatywnie odebrany przez krytyków, w serwisie Rotten Tomatoes uzyskał wynik 15% ze średnią ocen 3,3/10 na podstawie 194 recenzji.

## Obsada
Źródło: filmweb
- Mark Wahlberg – Cade Yeager
- Josh Duhamel – William Lennox
- Anthony Hopkins – sir Edmund Burton
- Jerrod Carmichael – Jimmy
- Laura Haddock – Vivian Wembley
- Isabela Moner – Izabella
- Santiago Cabrera – Santos